# Pegau
Pegau ist eine Kleinstadt im Landkreis Leipzig des Freistaates Sachsen in Deutschland. Sie ist Sitz der Verwaltungsgemeinschaft Pegau.

## Geographie

### Lage
Pegau liegt ca. 25 km südlich von Leipzig an der Weißen Elster und grenzt mit seinen nordöstlichen Ortsteilen an den Zwenkauer See. Der Profener Elstermühlgraben durchfließt die Stadt in der Leipziger Tieflandsbucht unweit der Grenze zu Sachsen-Anhalt.

### Benachbarte Gemeinden
| Lützen      | Markranstädt                                | Knautnaundorf (Leipzig) |
| Hohenmölsen | Kompassrose, die auf Nachbargemeinden zeigt | Zwenkau                 |
|             | Elstertrebnitz Profen (Elsteraue)           | Groitzsch               |

Direkt angrenzende Nachbarorte von Pegau sind der Leipziger Ortsteil Knautnaundorf, Zwenkau, Groitzsch, Elstertrebnitz, Markranstädt, Lützen und Hohenmölsen. Etwas weiter entfernt liegen die Städte Zeitz im Süden, Weißenfels im Westen und Borna im Osten.

### Ortsteile
Mit der Eingemeindung Wiederaus am 1. Januar 1994 bestand die Stadt zunächst aus sieben und ab 1. Januar 2012 mit der Angliederung Kitzens aus neunzehn Ortsteilen.
Zur Gemeinde Wiederau gehörten ab 1973 die zuvor kommunal selbstverwalteten Orte Großstorkwitz und Weideroda. Davor schloss sich 1934 Zauschwitz an die Gemeinde Weideroda an. Maschwitz wurde kirchenrechtlich bereits 1548 nach Großstorkwitz eingepfarrt und war nach Quellenlage landespolitisch nie eigenständige Gemeinde.
Kitzen wuchs 1950 um die Orte Eisdorf, Sittel und Thesau, nachdem zwischen 1925 und 1939 der Ort Hohenlohe eingemeindet wurde. Zu Scheidens gehörten ab 1947 Peißen und ab 1950 Löben, Seegel und Werben, die 1994 mit Scheidens an Kitzen gingen. Groß- und Kleinschkorlopp wurden mit einer Verwaltungsreform von 1950 zu Schkorlopp zusammengeschlossen, das ebenfalls 1994 Teil Kitzens wurde.
Bereits 1934 wurde Carsdorf und 1965 die Flur des Dorfes Stöntzsch (welches dem Tagebau Profen weichen musste und deshalb devastiert wurde) in die Stadt Pegau eingegliedert.
| Ortsteil        | Jahr der Eingemeindung | ab 1960                 | vor 1960                |
| Ortsteil        | Jahr der Eingemeindung | frühere Eingemeindungen | frühere Eingemeindungen |
| --------------- | ---------------------- | ----------------------- | ----------------------- |
| Wiederau        | 1994                   |                         |                         |
| Großstorkwitz   | 1994                   |                         |                         |
| Weideroda       | 1994                   |                         |                         |
| Kitzen          | 2012                   |                         |                         |
| Eisdorf         | 2012                   |                         | ab 1950 zu Kitzen       |
| Thesau          | 2012                   |                         | ab 1950 zu Kitzen       |
| Sittel          | 2012                   |                         | ab 1950 zu Kitzen       |
| Scheidens       | 2012                   | ab 1994 zu Kitzen       |                         |
| Peißen          | 2012                   | ab 1994 zu Kitzen       | ab 1947 zu Scheidens    |
| Löben           | 2012                   | ab 1994 zu Kitzen       | ab 1950 zu Scheidens    |
| Seegel          | 2012                   | ab 1994 zu Kitzen       | ab 1950 zu Scheidens    |
| Werben          | 2012                   | ab 1994 zu Kitzen       | ab 1950 zu Scheidens    |
| Großschkorlopp  | 2012                   | ab 1994 zu Kitzen       | ab 1950 zu Schkorlopp   |
| Kleinschkorlopp | 2012                   | ab 1994 zu Kitzen       | ab 1950 zu Schkorlopp   |

## Geschichte

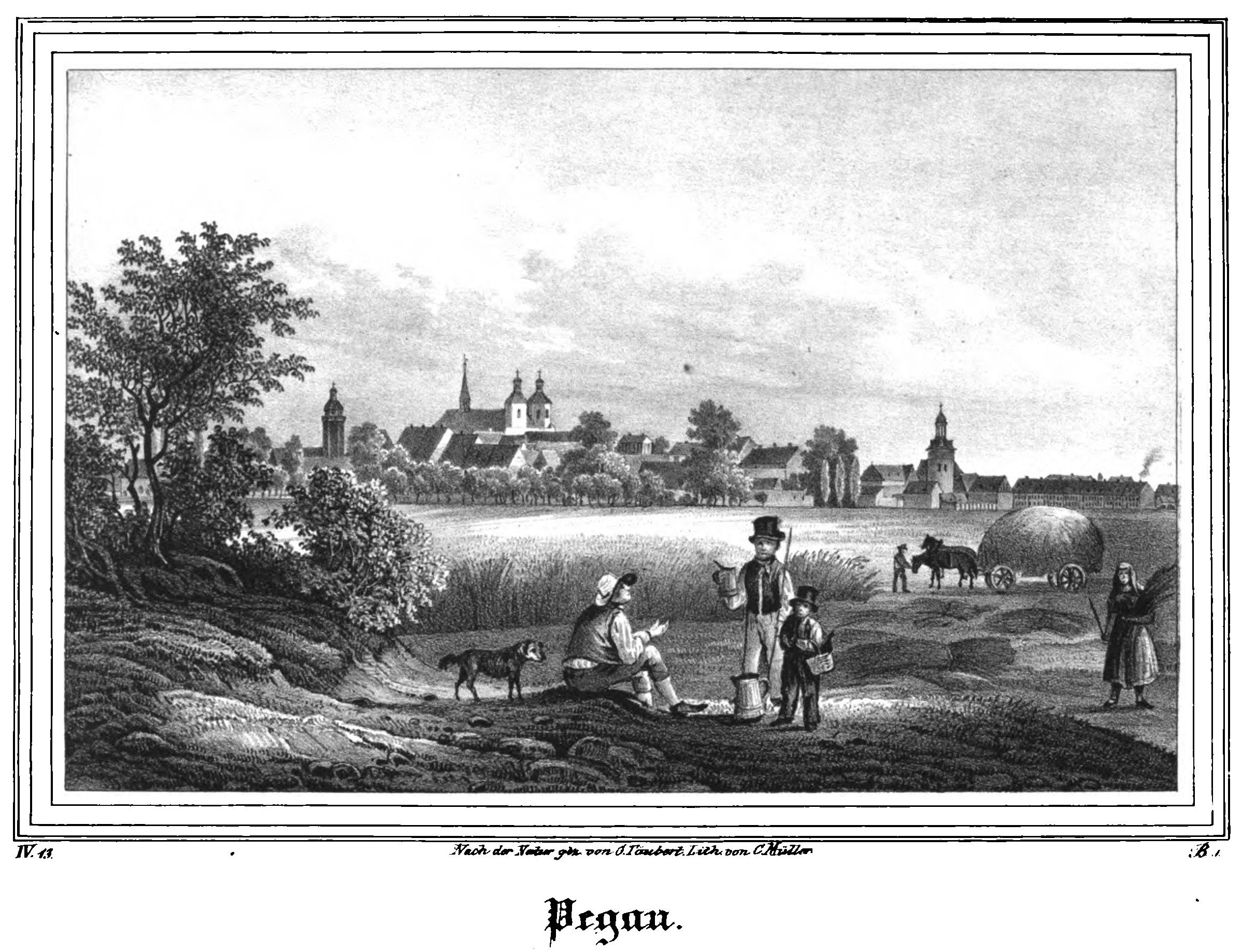
Stadtansicht von 1839

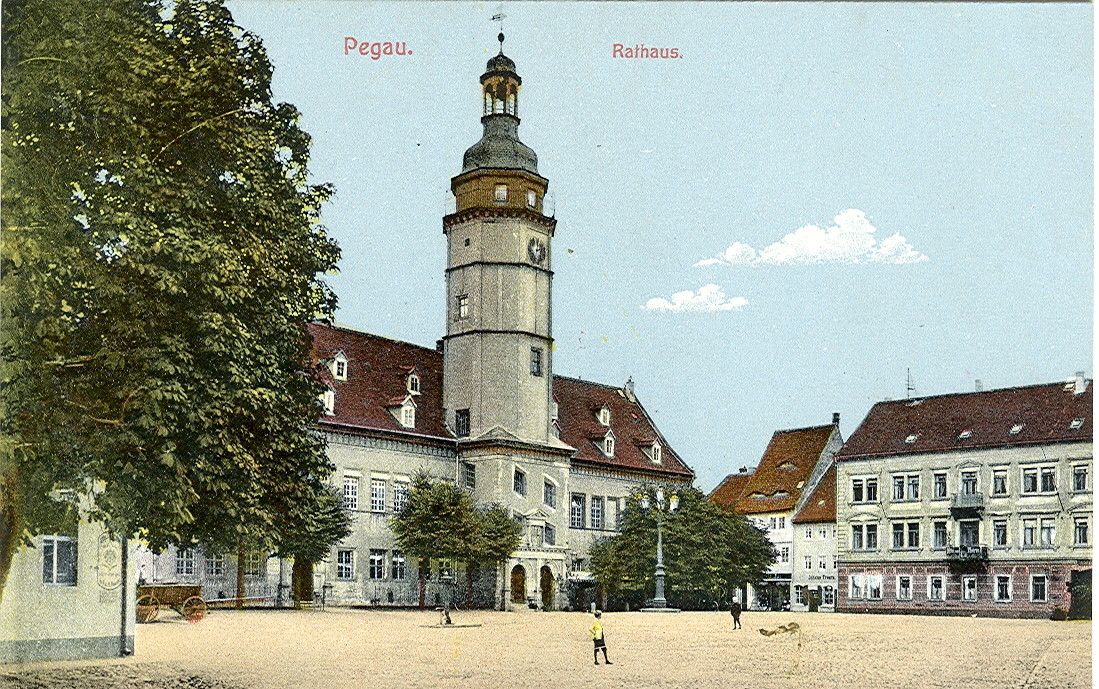
Rathaus Pegau (um 1914)

Pegau wurde 1096 in Verbindung mit der Gründung des Pegauer Klosters durch Wiprecht von Groitzsch erstmals urkundlich erwähnt. Das Kenotaph des Markgrafen Wiprecht von Groitzsch, dem im Jahr 1124 verstorbenen Widersacher von Papst Gregor VII., liegt in der Pegauer Kirche. Ein Mönch des Klosters Pegau verfasste im Jahr 1155 mit der Niederschrift „Annales Pegaviensis“, den Pegauer Annalen, eine wichtige mittelalterliche Geschichtsschreibung.
Pegau war 1604–1605 von Hexenverfolgung betroffen. Eine Person geriet in einen Hexenprozess.
Im Oktober 1681 führte der damalige Zeitzer Stadtphysikus Johannes Schreyer (1631–1695) im Rathaus Pegau erstmal das später nach ihm Schreyer-Schwimmprobe benannte rechtsmedizinische Verfahren der Lungenschwimmprobe zur Überprüfung von Totgeburten durch und schrieb damit Medizingeschichte.
1740 gastierte der Preußenkönig Friedrich der Große in Pegau. Kaiser Napoleon, Zar Alexander I. und der Kaiser von Österreich Franz I. übernachteten in Pegau im Jahre 1813.

## Bevölkerung
| Jahr | Einwohner |
| ---- | --------- |
| 2002 | 4.917     |
| 2005 | 4.768     |
| 2010 | 4.598     |
| 2015 | 6.251     |
| 2020 | 6.504     |

| Jahr | Einwohner |
| ---- | --------- |
| 2020 | 6.504     |
| 2021 | 6.510     |
| 2022 | 6.514     |
| 2023 | 6.533     |
| 2024 | 6.578     |

Stand: 31. Dezember des jeweiligen Jahres (Angaben des Statistischen Landesamtes Sachsen), ab 2011 auf Basis des Zensus 2011, ab 2022 auf Basis des Zensus 2022
Der Anstieg der Einwohnerzahl 2015 ist auf die Eingemeindung Kitzens im Jahr 2012 zurückzuführen.

## Politik

### Stadtrat
Der Stadtrat von Pegau besteht aus 18 Mitgliedern und dem hauptamtlichen Bürgermeister. Die Kommunalwahl am 9. Juni 2024 führte zu folgendem Ergebnis (frühere Wahlen sind unten tabellarisch aufgeführt):
| Partei / Wählergruppe            | Stimmenanteil 2024 | Sitze 2024 |        | Stimmenanteil 2019 | Sitze 2019 | Stimmenanteil 2014 | Sitze 2014 |
| -------------------------------- | ------------------ | ---------- | ------ | ------------------ | ---------- | ------------------ | ---------- |
| Pro Pegau                        | 30,4 %             | 6          | 35,4 % | 7                  | 34,9 %     | 7                  |            |
| Freie Wählervereinigung Kitzen   | 19,2 %             | 3          | 14,3 % | 3                  | 16,8 %     | 3                  |            |
| CDU                              | 18,9 %             | 3          | 18,8 % | 3                  | 27,5 %     | 5                  |            |
| AfD                              | 17,1 %             | 1          | 08,0 % | 1                  | –          | –                  |            |
| Gemeinsam für Pegau              | 08,6 %             | 2          | –      | –                  | –          | –                  |            |
| Grüne                            | 03,6 %             | 1          | –      | –                  | –          | –                  |            |
| SPD                              | 02,3 %             | –          | 06,9 % | 1                  | 12,1 %     | 2                  |            |
| Bürger für Kitzen mit Ortsteilen | –                  | –          | 16,6 % | 3                  | –          | –                  |            |
| Siedlerverein Kitzen-Rodeland    | –                  | –          | –      | –                  | 05,2 %     | 1                  |            |
| FDP                              | –                  | –          | –      | –                  | 03,6 %     | –                  |            |
| Insgesamt                        | 100 %              | 16         | 100 %  | 18                 | 100 %      | 18                 |            |
| Wahlbeteiligung                  | 66,8 %             | 66,8 %     | 59,6 % | 59,6 %             | 49,0 %     | 49,0 %             |            |

Bei der Wahl 2024 entfielen auf die AfD drei Sitze, von denen zwei unbesetzt bleiben, weil die Partei nur einen Kandidaten nominiert hatte.

### Bürgermeister
- 1825–1848 August Siegismund Pitterlin
- 1848–1868 Johann Ferdinand Trenkmann
- 1868–1873 Rudolf Alexander Geier
- 1873–1882 Alfred Ziska Grundig[12]
- 1882–1887 Max Ferdinand Lobeck[13]
- 1888–1920 Georg Heydemann[14]
- 1920–1924 Hans Naumann[14]
- 1925–1945 Ernst Biebricher[14]
- 1990–2015 Peter Bringer (Neues Forum, dann parteilos)[15]
- seit 2015 Frank Rösel (parteilos)[16]

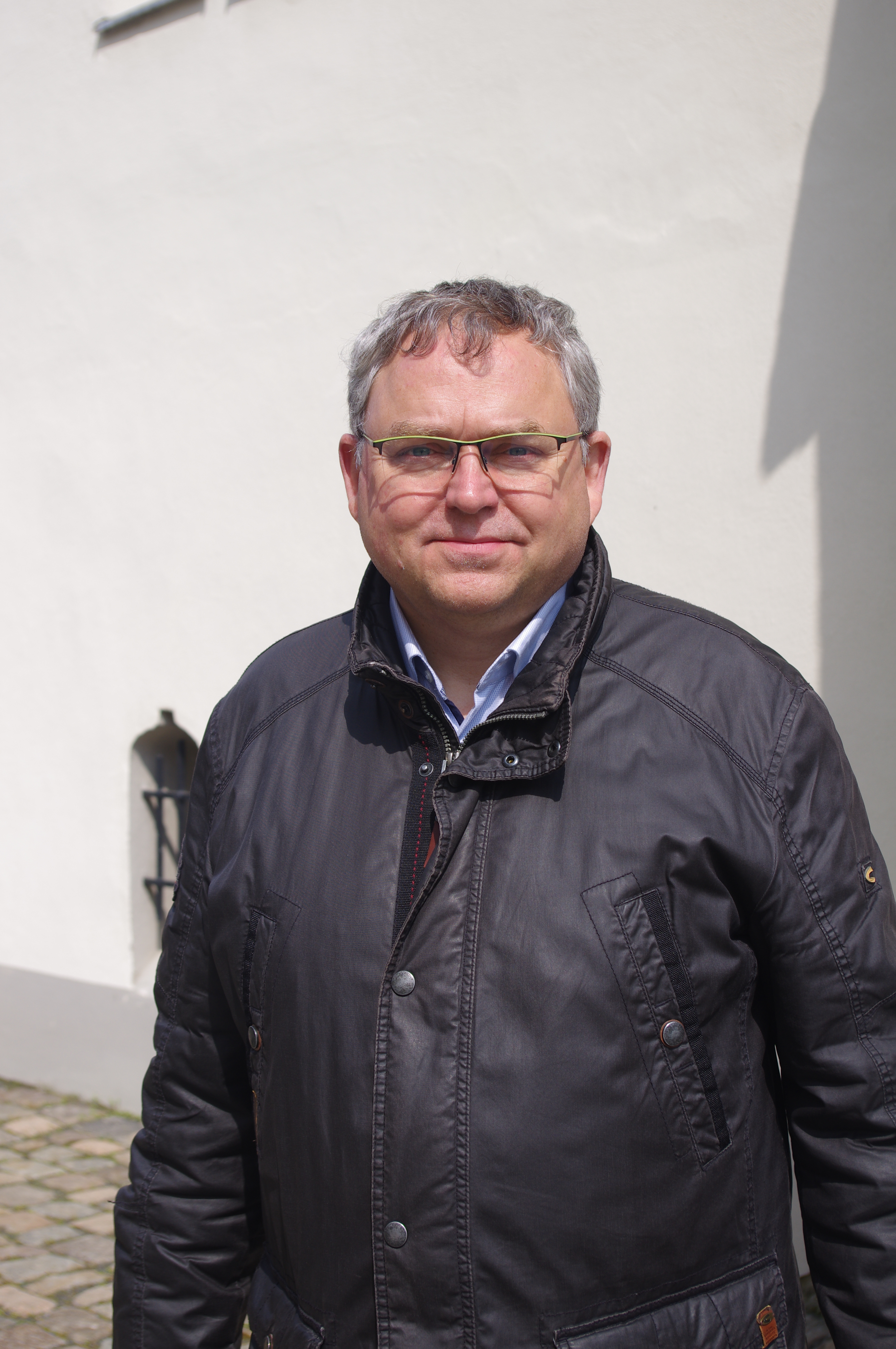
Frank Rösel (2021)

Frank Rösel wurde in der Bürgermeisterwahl am 12. Juni 2022 mit 69,7 % der gültigen Stimmen für eine weitere Amtszeit von sieben Jahren in seinem Amt bestätigt.
| Wahl | Bürgermeister | Partei         | Stimmenanteil (in %) |
| ---- | ------------- | -------------- | -------------------- |
| 2001 | Peter Bringer | Einzelbewerber | 60,1                 |
| 2008 | Peter Bringer | Einzelbewerber | 80,8                 |
| 2015 | Frank Rösel   | Einzelbewerber | 54,8                 |
| 2022 | Frank Rösel   | Einzelbewerber | 69,7                 |

### Wappen
Beschreibung: Ein rot bewehrter und rot gezungter goldener Löwe auf blauem Grund.

## Sehenswürdigkeiten

### Sankt-Laurentius-Kirche

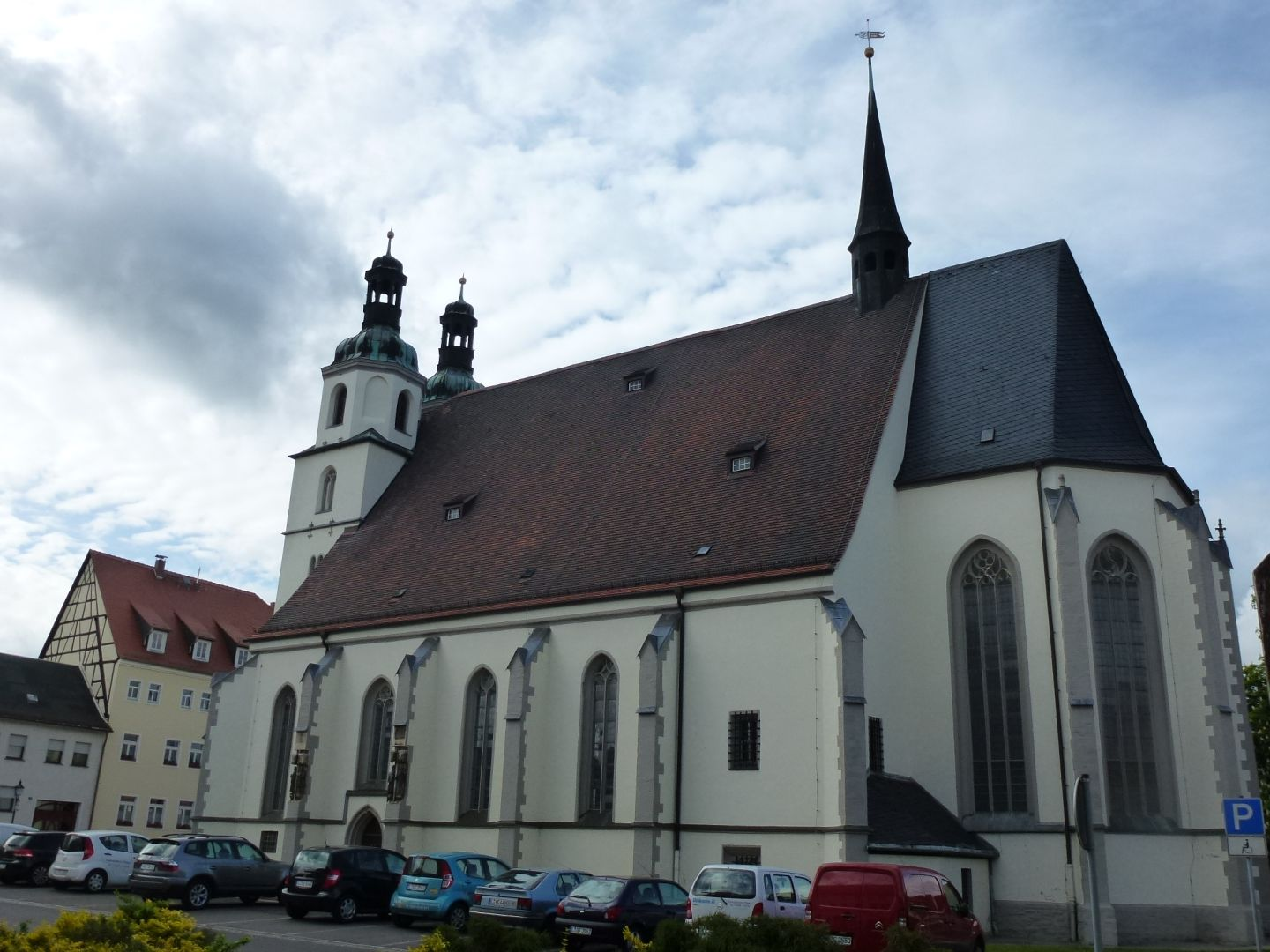
Sankt-Laurentius-Kirche (weitere Bilder)

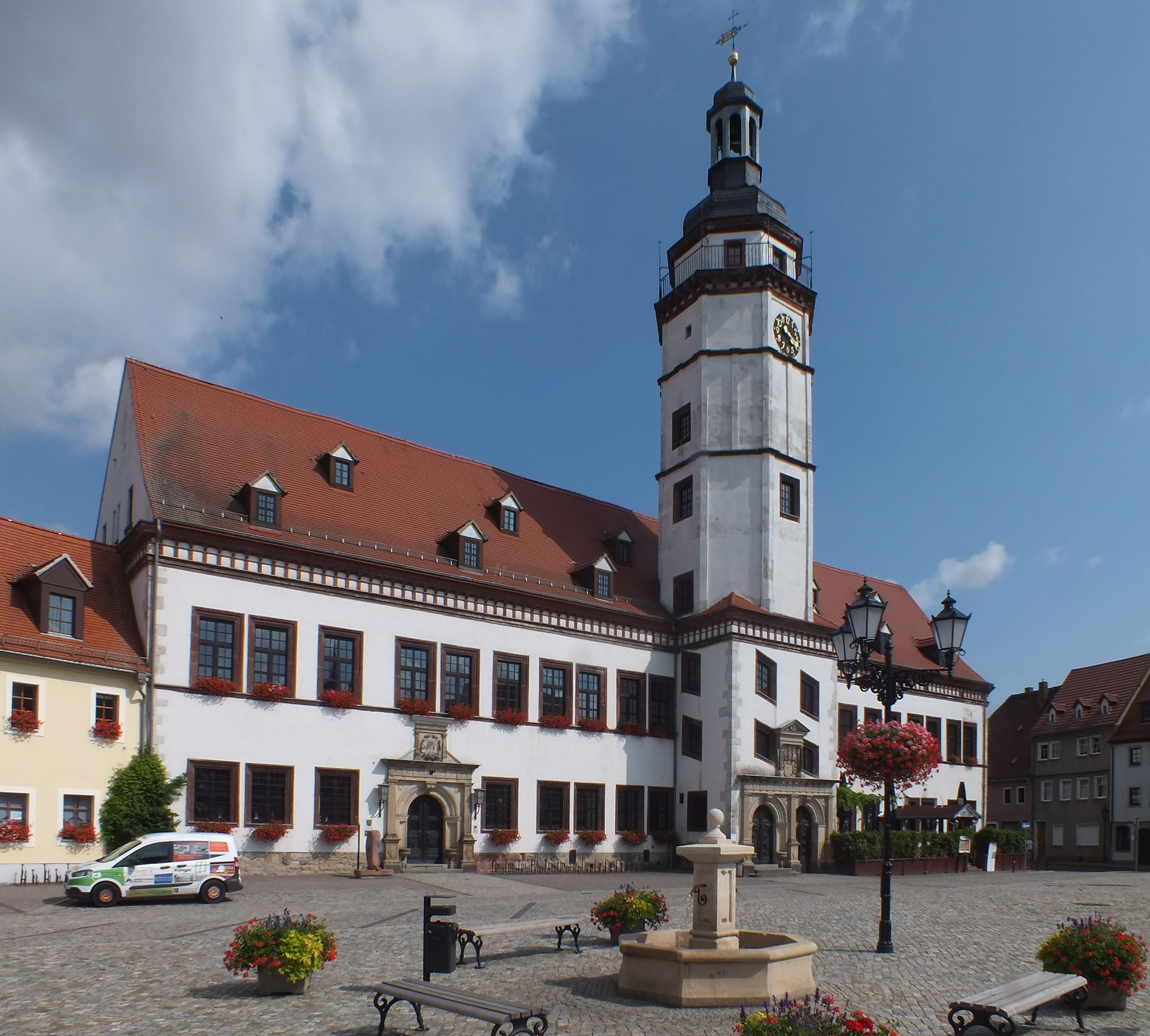
Frontansicht des Rathauses

Mit Anlage der Oberstadt wurde vor 1190 die Laurentiuskirche errichtet. 1382 fiel die Stadt und mit ihr auch die Laurentiuskirche und die Kirche St. Otto in der Unterstadt einem Stadtbrand zum Opfer. Von der ehemaligen romanischen Kirche überstanden nur Teile des Westwerkes den Brand und wurden in den Neubau einbezogen. Die Überfälle der Hussiten 1419–1434, der sächsische Bruderkrieg 1446–1451 und Pestepidemien verzögerten den Baufortschritt. Der Wiederaufbau dauerte über 80 Jahre.
In der Kirche befindet sich das Kenotaph des Markgrafen Wiprecht von Groitzsch, Stifter des 1096 geweihten Sankt-Jakob-Klosters zu Pegau. Das Kenotaph trägt eine der wichtigsten romanischen Skulpturen im sächsischen Kunstraum. Sie wurde um 1230 (d. h. ca. 20 Jahre vor den Naumburger Stifterfiguren), also etwa hundert Jahre nach Wiprechts Tod wahrscheinlich im Auftrag des Abtes Siegfried von Reckkin von einem unbekannten Künstler geschaffen.

### Rathaus

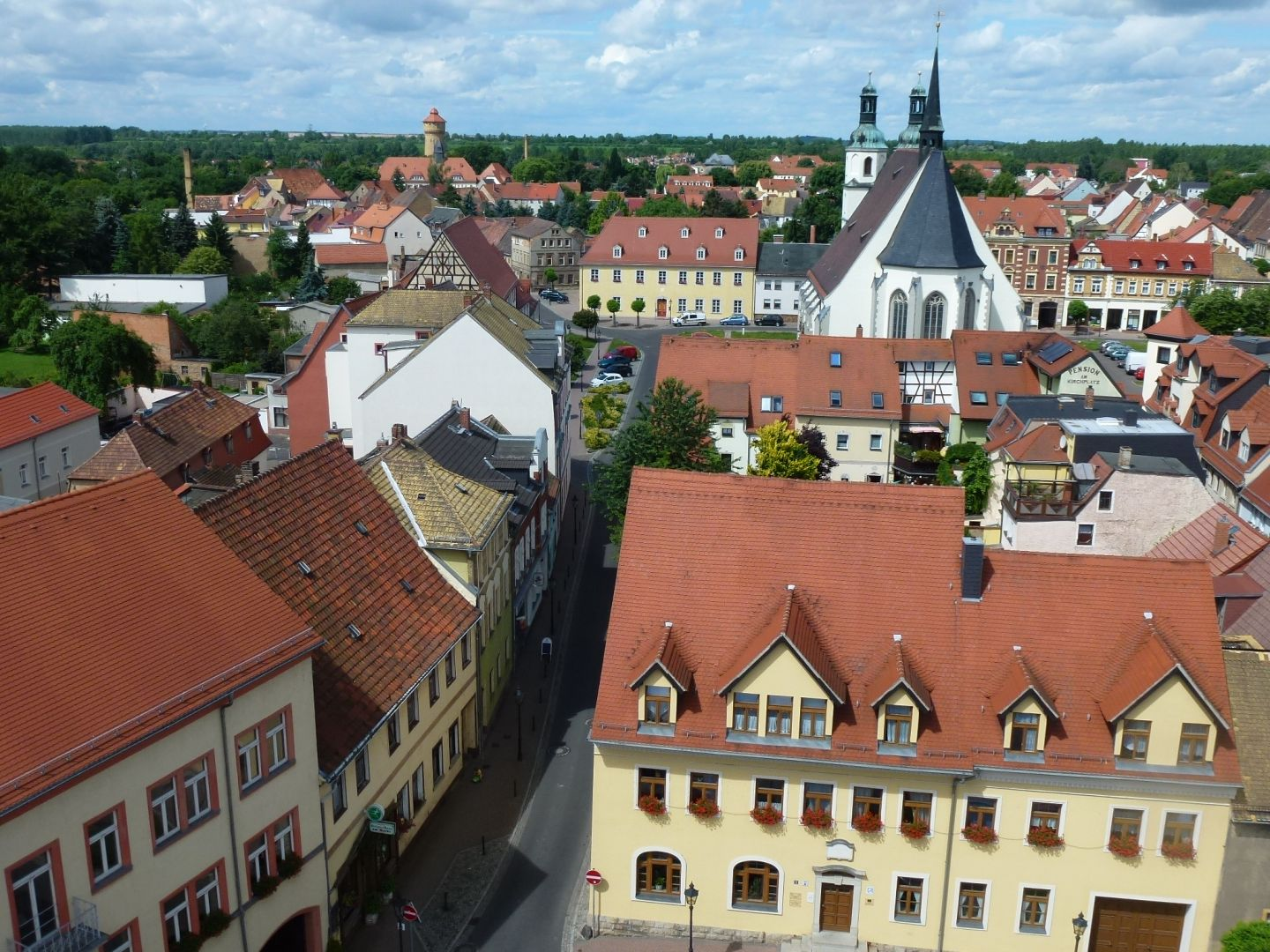
Blick vom Rathausturm, 2013

Das Rathaus liegt inmitten der Stadt und prägt das alte Stadtbild. Es wurde von 1559 bis 1561 von Paul Widemann und Hieronymus Lotter in den Formen der deutschen Renaissance erbaut. Auffällig ist die große Ähnlichkeit mit dem Leipziger Alten Rathaus (erbaut 1556/1557), an dessen Umbau Lotter und Wiedemann zuvor mitgewirkt hatten. Der Rathausturm kann im Sommerhalbjahr bestiegen werden. In 30 Metern Höhe ist ein Rundblick bis nach Leipzig zum Völkerschlachtdenkmal möglich. Das Rathaus ist Sitz der Stadtverwaltung und verfügt über einen großen Saal, der für Veranstaltungen genutzt wird.

### Museum der Stadt Pegau
Das Museum Pegau ist über den Zugang zum Rathausturm zu erreichen. Ausgestellt sind teilweise einmalige Exponate aus naher und ferner Vergangenheit.

### Postmeilensäulen
Eine Nachbildung der Kursächsischen Postmeilensäule, die 1723 angefertigt und vor dem Leipziger Tor aufgestellt wurde, steht heute an der Elsterbrücke. Das originale Wappenstück befindet sich, bis zur Unkenntlichkeit verwittert, in einem Hain. Den in der Ziegelei Erbs gelagerten Originalschriftblock verwendete die Künstlerin Erika Zuchold 2010 für ein Kunstwerk in der Stadt Pegau.
Eine zweite Postmeilensäule wurde 1723 vor dem Obertor errichtet, 1875 abgebrochen, verkauft und für ein Kriegerdenkmal in Profen verwendet.

### Alte Post

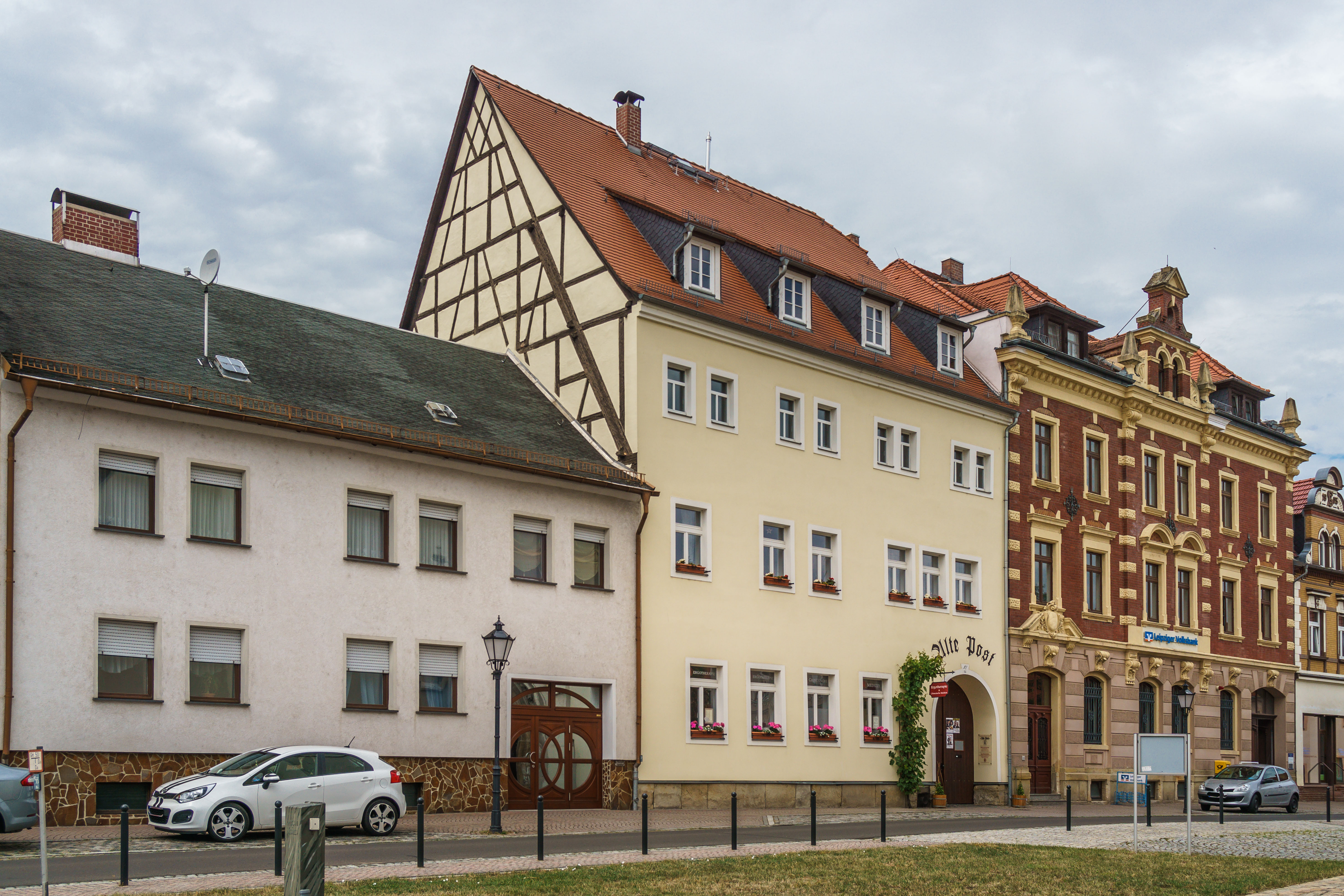
Alte Post (in der Mitte)

In diesem 1655/1656 von Martin Schirmer (1611–1661) errichteten Gebäude befand sich bis 1661 die Verwaltung des Amtes Pegau.
Im zweiten Drittel des 19. Jahrhunderts besaß mit Gustav Ferdinand Grimmer (1803–1855) einer der bedeutendsten Bürger der Stadt dieses Anwesen. Grimmer war Gründer eines Landwirtschaftsvereins, des Gewerbevereins, er rief eine Kinderbewahranstalt und eine Näh- und Strickschule ins Leben und setzte sich für den Anschluss Pegaus an das entstehende Eisenbahnnetz ein, weiters etablierte er als erster das Zigarrenmacherhandwerk in Sachsen.
Von 1868 bis 1880 befand sich hier die Pegauer Postexpedition.
Der an einem Wirtschaftsgebäude im Hof befindliche „Laubengang“ ist eines der letzten erhalten gebliebenen Baudenkmäler seiner Art in der Stadt. Einzigartig in Pegau sind auch die erhaltene kassettierte Stuckdecke im Erdgeschoss und die Deckenmalerei aus der Renaissance in der Tordurchfahrt.

### Napoleonhaus

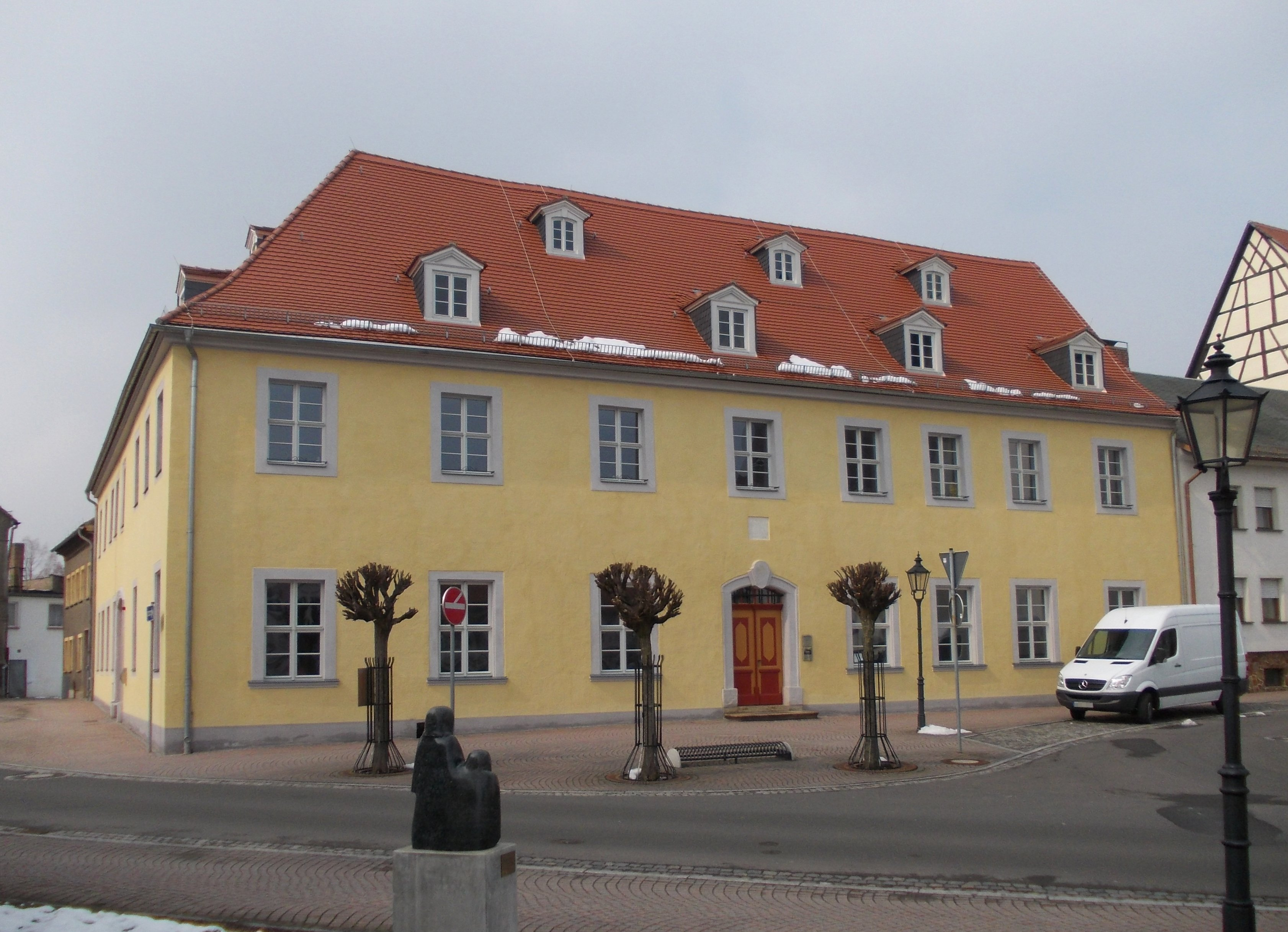
Napoleonhaus

Bis 1561 befand sich an dieser Stelle das Pegauer Rathaus. Das jetzige Gebäude wurde 1744 erbaut. Als vornehmstes Haus der Stadt diente es nach der Schlacht bei Großgörschen Kaiser Napoleon I. am 3. Mai 1813 und vor der Völkerschlacht bei Leipzig dem russischen Zar Alexander I. am 15. Oktober 1813 als Nachtquartier. Das Napoleonhaus wurde im Jahr 2005 von der Stadt als einzigem Bieter ersteigert, um es zu sanieren und zu betreiben. Ende 2012 erfolgte der Einzug der Stadtbibliothek in das 1. Obergeschoss, im Erdgeschoss befindet sich eine Beratungsstelle der Diakonie und ein Trainingsraum der Volkshochschule Leipziger Land.

### Volkshaus

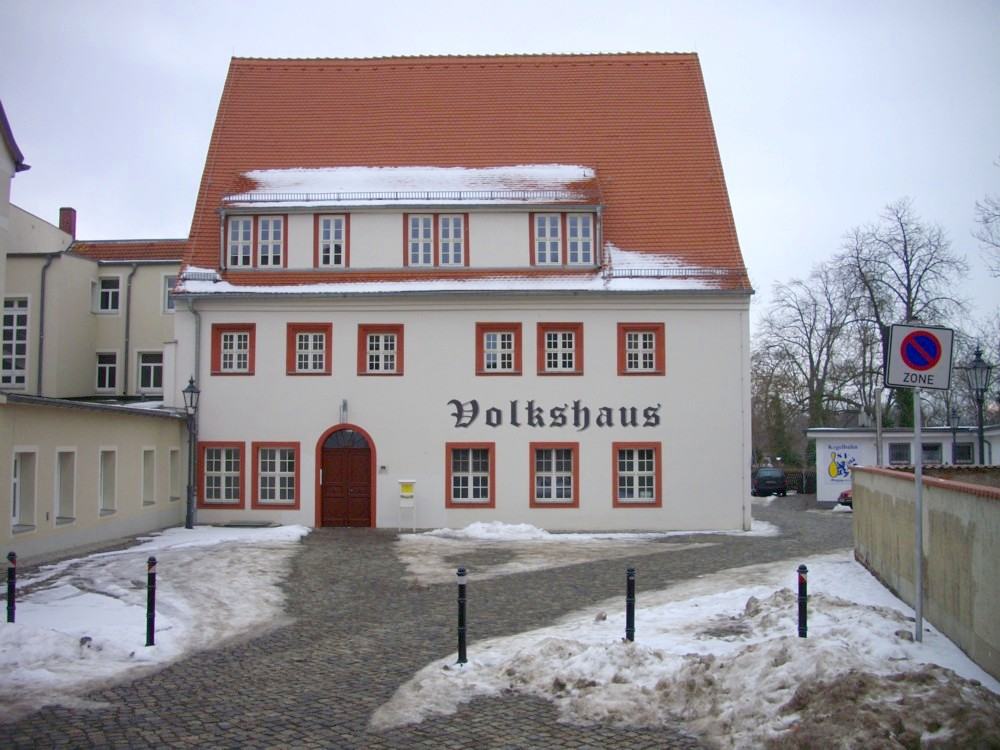
Volkshaus

Das 1553/1554 erbaute Gebäude beherbergte bis 1835 die Pegauer Knabenschule und anschließend bis 1869 die Mädchenschule. Danach erfolgte eine Umnutzung als Gaststätte. 1990 erfolgte die Schließung.
Das Haus wurde mit Unterstützung des Fördervereins „Volkshaus Pegau“ e. V. komplett saniert und am 3. Oktober 2004 zur Nutzung freigegeben.
Das Volkshaus verfügt über einen großen und einen kleinen Saal, in denen jährlich bis zu 15 Großveranstaltungen und zahlreiche kleine Veranstaltungen und Feste abgehalten werden. Hinzu kommen regelmäßig fünf bis sechs Veranstaltungen pro Neben- und Hauptsaison des Pegauer Karnevals Klubs (PKK).

### Melanchthon-Birnbaum
Der Erzählung nach reiften in einem sächsischen Pfarrgarten vor gut 450 Jahren leckere Birnen, gehegt und gepflegt vom Pfarrer. Der gab sein Obst dem zu Besuch weilenden Philipp Melanchthon. Der Reformator fand die Früchte so lecker, dass er einige davon mitnahm und sie später dem Kurfürsten kredenzte. Entzückt vom köstlichen Obst, belohnte der Fürst den birnenzüchtenden Pfarrer reichlich. Der pflanzte weitere Birnen und nannte sie voller Dankbarkeit Melanchthonbirnen.
Am 21. März 2010 wurde, als ein Geschenk der Familie von Ribbeck aus dem Havelland, ein Baum der Sorte Römische Schmalzbirne gepflanzt, einer alten Birnensorte, die auch die sogenannte Kleine Eiszeit im 17. Jahrhundert überstanden hat und verewigt ist in der Ballade Herr von Ribbeck auf Ribbeck im Havelland von Theodor Fontane - und bei der sich möglicherweise um dieselbe Sorte handelt, die seinerzeit als "Melanchthon-Birne" regionale Verbreitung fand.

### Schlossresidenz und ehemaliges Amtsgericht
Nach der Säkularisation des Pegauer Klosters wurden Teile der verbliebenen Bausubstanz für profane Zwecke weiter genutzt.
Nach dem Dreißigjährigen Krieg wurde das ehemals am Kirchplatz gelegene kursächsische Amt hierher verlegt.
Als 1662 das Amt Pegau an Herzog Moritz von Sachsen-Zeitz verkauft wurde, nutzten er und später sein Sohn Moritz Wilhelm einen Gebäudeteil bis zum Erlöschen der Zeitzer Sekundogenitur 1718 als Sommerresidenz (daher auch der Name Schlossplatz).
1909 wurde das alte Amtshaus abgerissen und von dem Pegauer Baumeister Julius Patzschke der 1912 vollendete Amtsgerichtsneubau mit einem im Zweiten Weltkrieg zerbombten Gefängnisbau errichtet.
Nach 1949 befanden sich hier Kinder- und Gesundheitseinrichtungen (Kinderkrippe, Kindergarten und Landambulatorium).
1998 erfolgte der Umbau zu einer Einrichtung für betreutes Wohnen („Schlossresidenz“).

### Schloss Wiederau

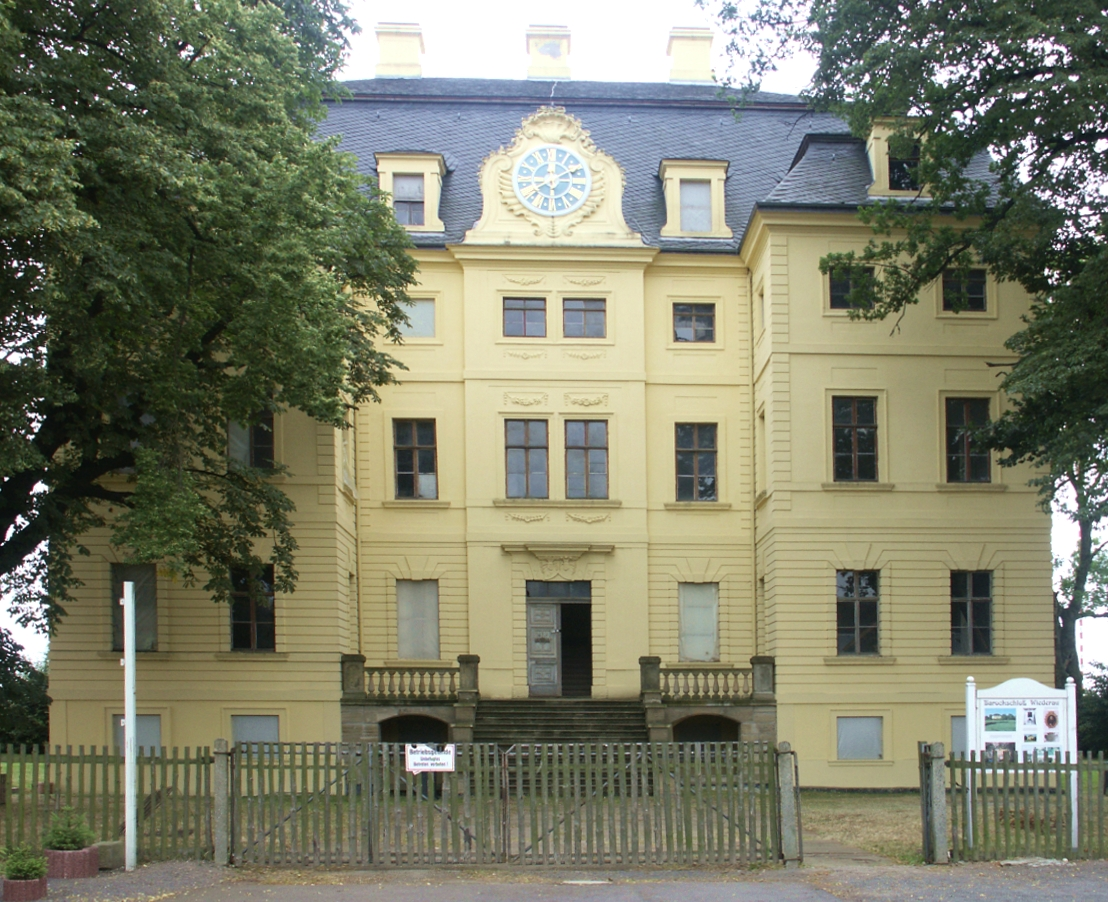
Schloss Wiederau

Das Barockschloss Wiederau ist eines der bedeutendsten Zeugnisse barocker Baukunst in Sachsen und der noch einzige, erhaltene Vertreter des repräsentativen Dresdner Palasttyps dieser Zeit. Es wurde vom Ratsbaumeister Gregor Fuchs 1705 auf dem Gelände einer mittelalterlichen Wasserburg erbaut. Bauherr war der Leipziger Handelsmann David Fleischer. 1703 wurde er geadelt und nannte sich nach seinen Vorfahren von Fletscher. Nach Fletschers Tod im Jahre 1716 behielten seine Erben das Gut bis 1728. 1737 erwarb es der sächsische Konferenzminister Johann Christian von Hennicke, nachdem es zweimal den Eigentümer gewechselt hatte. Anlässlich einer Untertanenhuldigung entstand 1737 Johann Sebastian Bachs Kantate Angenehmes Wiederau, freue dich in deinen Auen und ließ das Schloss auch zu einem wichtigen Bezugspunkt der Musikgeschichte werden.
Nach 1945 fanden Vertriebenenwohnungen, die Gemeindeverwaltung, eine Arztpraxis und eine Kindertagesstätte im Schloss Platz. Trotz widriger Umstände (Materialknappheit) konnte es durch engagierte Bürger vor dem gänzlichen Verfall gerettet werden, bevor es 1996/1997 umfassend saniert wurde.
Im Freistaat einmalig ist das illusionistische Deckengemälde im Festsaal, der sich über zwei Geschosse des dreigeschossigen Bauwerks erstreckt. Die Wand- und Deckengemälde stammen von dem italienischen Maler Giovanni Francesco Marchini.
2010 wurde das Schloss verkauft.
Jährlich zum Tag des offenen Denkmals kann man das Schloss bei Führungen von innen erkunden. In regelmäßigen Abständen finden um das Schloss Konzerte und Barockfeste statt, die u. a. der Schlossverein organisiert.

### Wasserturm
In der Umgebung des Bahnhofs steht der Wasserturm von 1906. Die Jahreszahl ist über dem Eingang angebracht. Sein Architekt Otto Enke verlieh ihm die Form des Vestnerturms, ein Teil der Burg seiner Heimatstadt Nürnberg. Dieser entwarf auch den Turmhelm mit der goldenen Kuppel bei der Russischen Gedächtniskirche in Leipzig. In Pegau richten sich Ausführung und Gestaltung ganz nach dem Stil der Gründerzeit. Der Wasserturm hat die Aufgabe, über einen Hochbehälter den schwankenden Wasserverbrauch abzufangen und einen gleichbleibenden Versorgungsdruck zu gewährleisten. Der Hochbehälter hat ein Fassungsvolumen von 350 Kubikmetern. 1995/1996 erfolgte eine grundhafte Sanierung des Bauwerkes.

### Ziegelei Erbs
Das Technische Denkmal Ziegelei Erbs bietet sich für Interessierte an, die Baustoffgewinnung vor 100 Jahren kennenzulernen. Seit 1988 nisten Störche auf der Esse der Ziegelei.

### Weitere Sehenswürdigkeiten
Zu den weiteren Sehenswürdigkeiten zählen die Wehrtürme der verbliebenen Stadtmauer, die Stadtbücherei, das kaiserliche Postamt und das Postreiterportal, die Schmiede in Wiederau, ein „Wunderbrunnen“ im Ortsteil Seegel, sowie der König-Albert-Hain an beiden Ufern der Weißen Elster östlich der Bundesstraße 2.
Neben der bereits erwähnten St. Laurentiuskirche und dem evangelischen Pfarrhaus im Zentrum Pegaus befinden sich im Ort noch die St.-Johannis-Kirche auf dem Friedhof und seit 1996 die katholische Kapelle St. Hedwig gegenüber der Stadtbücherei. In den Gemeindeteilen bestehen die St.-Leonardi-Kirche in Großstorkwitz, die Barockkirche in Wiederau, die St.-Georgs-Kirche in Eisdorf und die Kreuzkirche Kitzen.
Auf Stöntzscher Flur bestand bis zur Devastierung im Jahr 1964 die St.-Mauritius-Kirche, die seit 2011 mittels eines durch das Kirchspiel Pegau eingerichteten Gedächtnisorts wieder besuchbar ist.
Beim Ort Wiederau befinden sich verschiedene Anlagen des stillgelegten Radiosenders Sender Wiederau, die als Sachgesamtheit unter Denkmalschutz stehen.
In Kitzen und Umgebung sind Erinnerungen an das Lützowsche Freikorps zu finden.

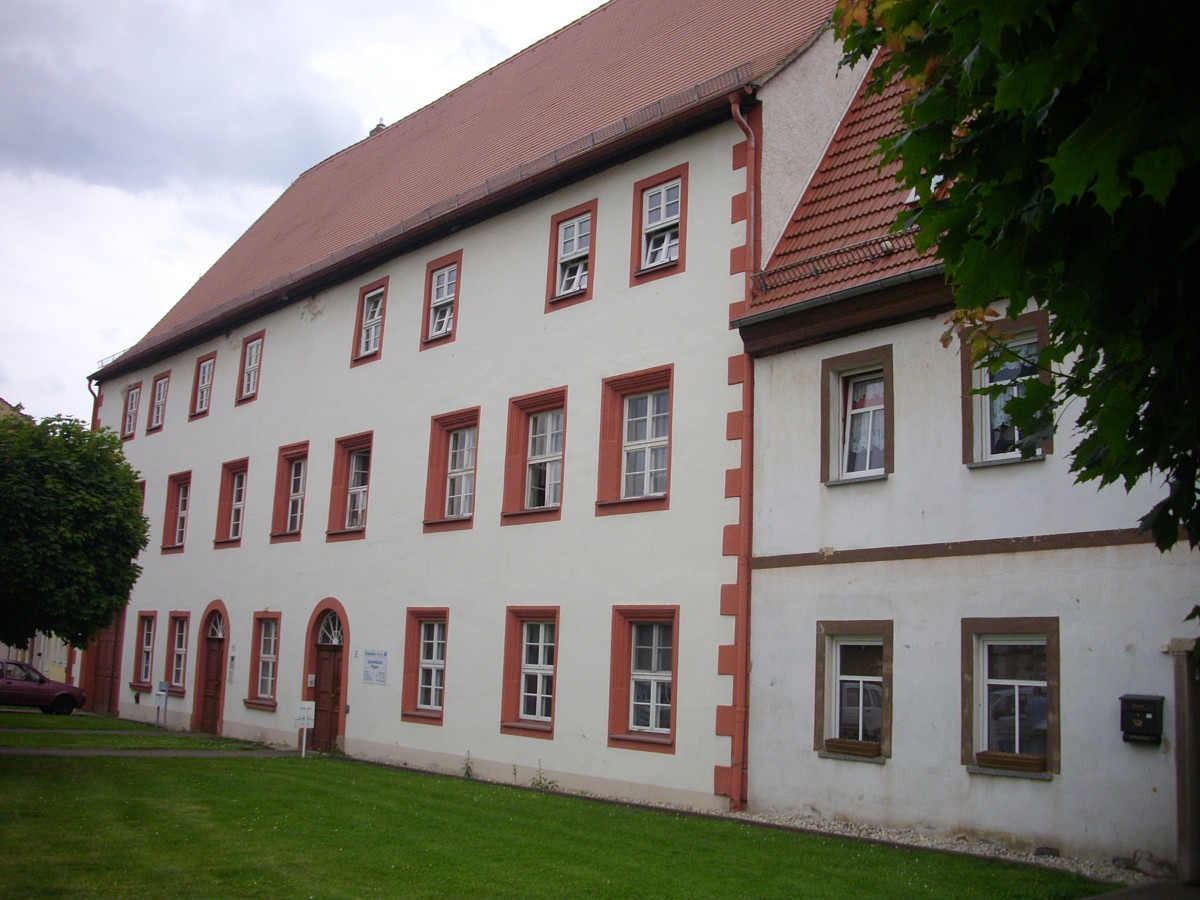
Evangelisches Pfarrhaus
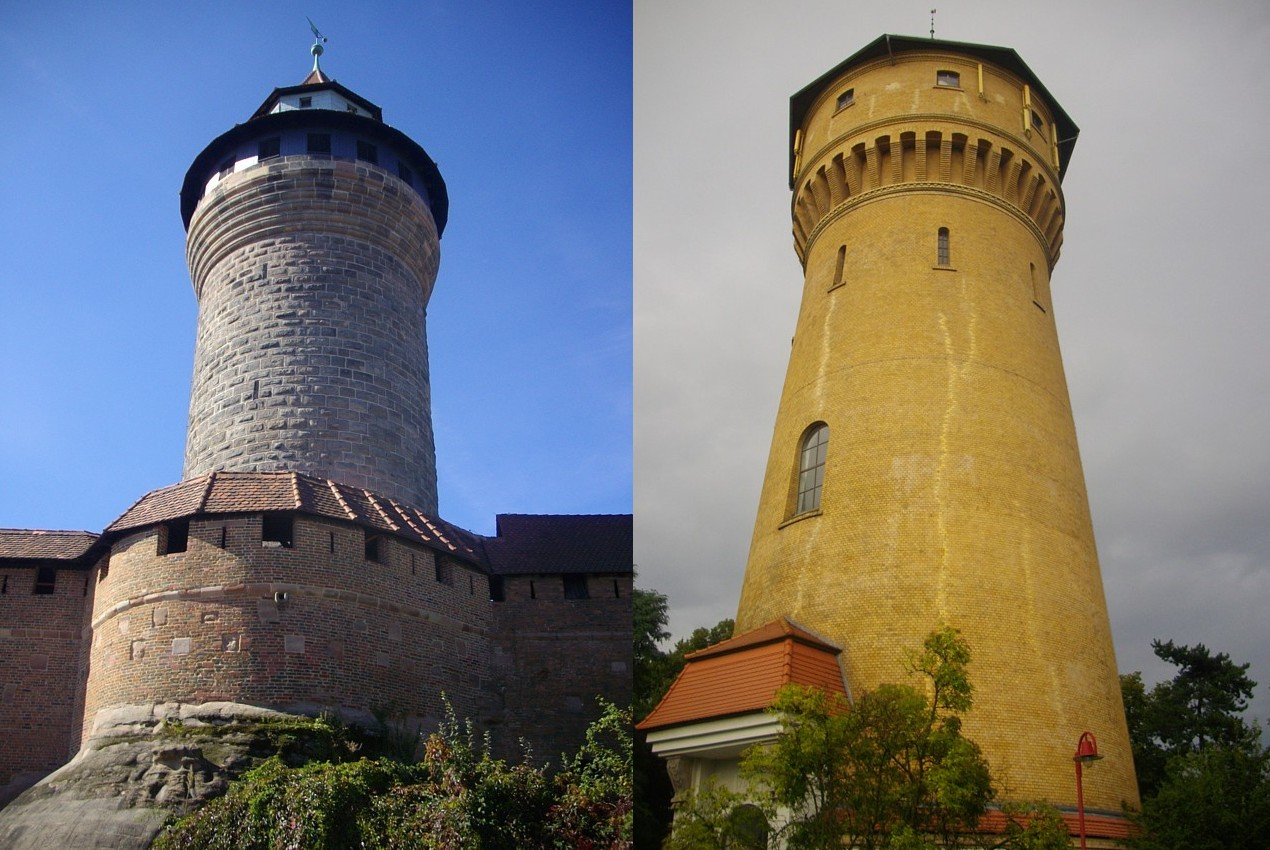
Nürnberger Burgturm – Wasserturm Pegau (rechts im Bild)
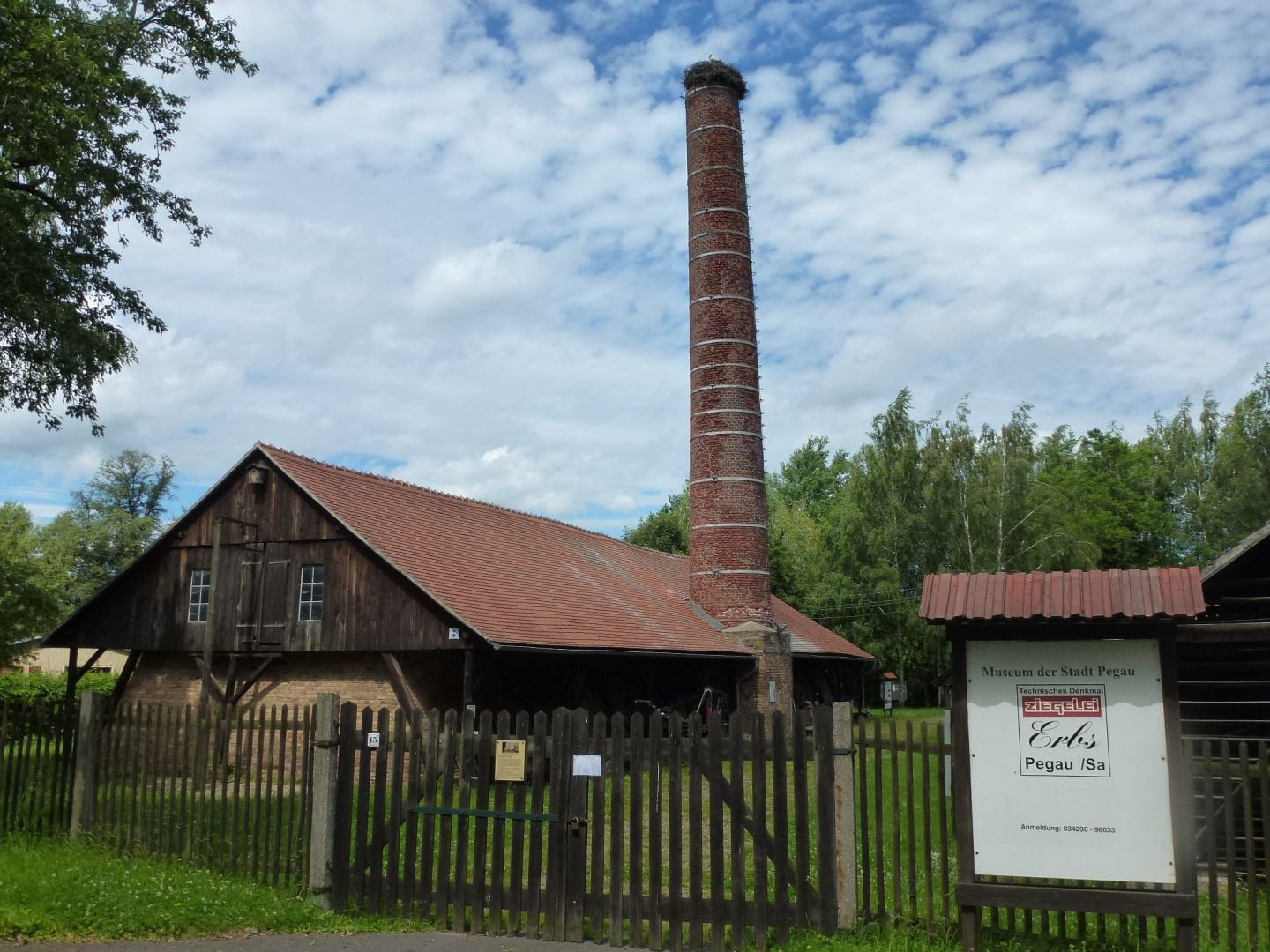
Technisches Denkmal Ziegelei Erbs
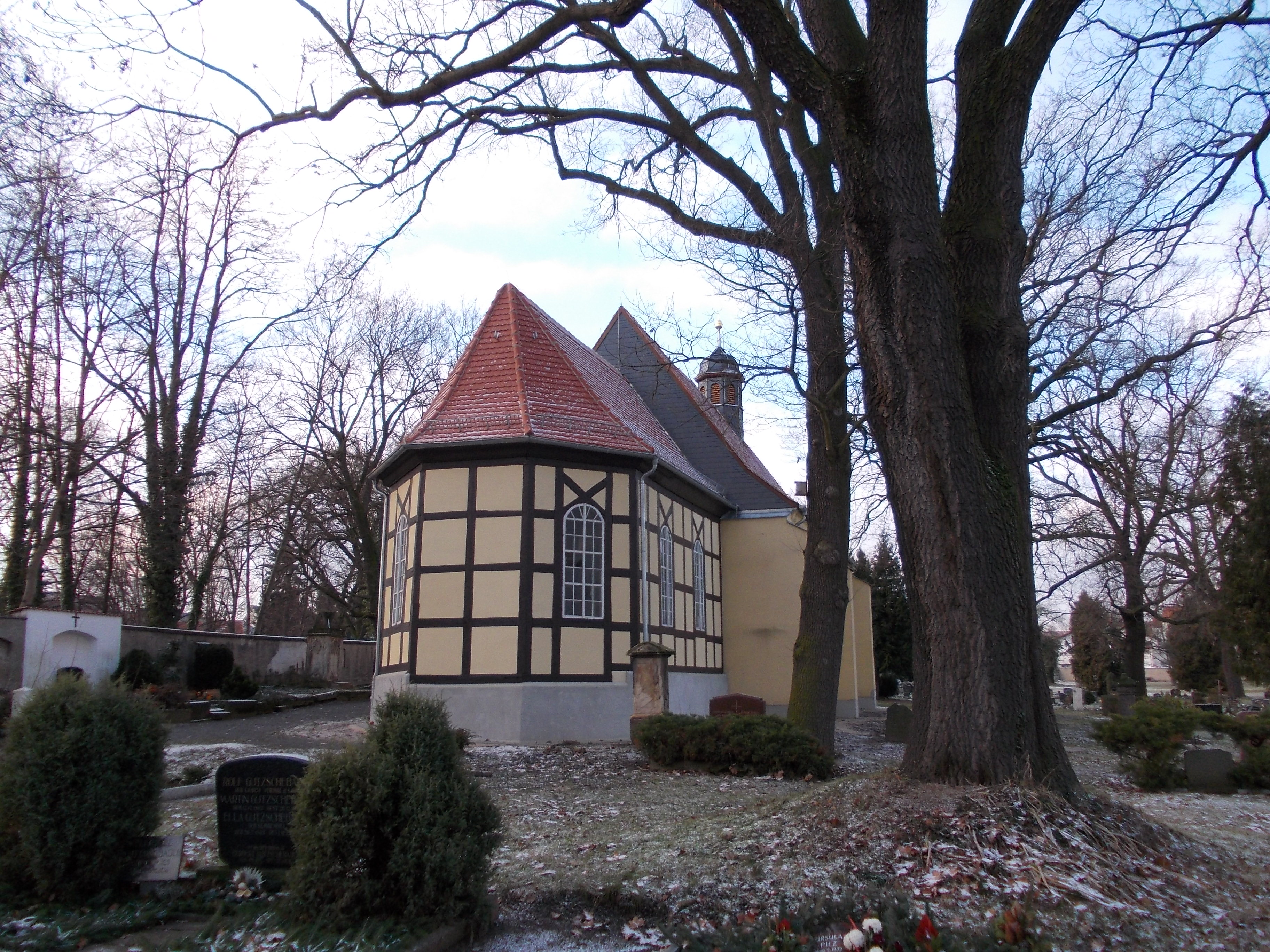
St. Johanniskirche
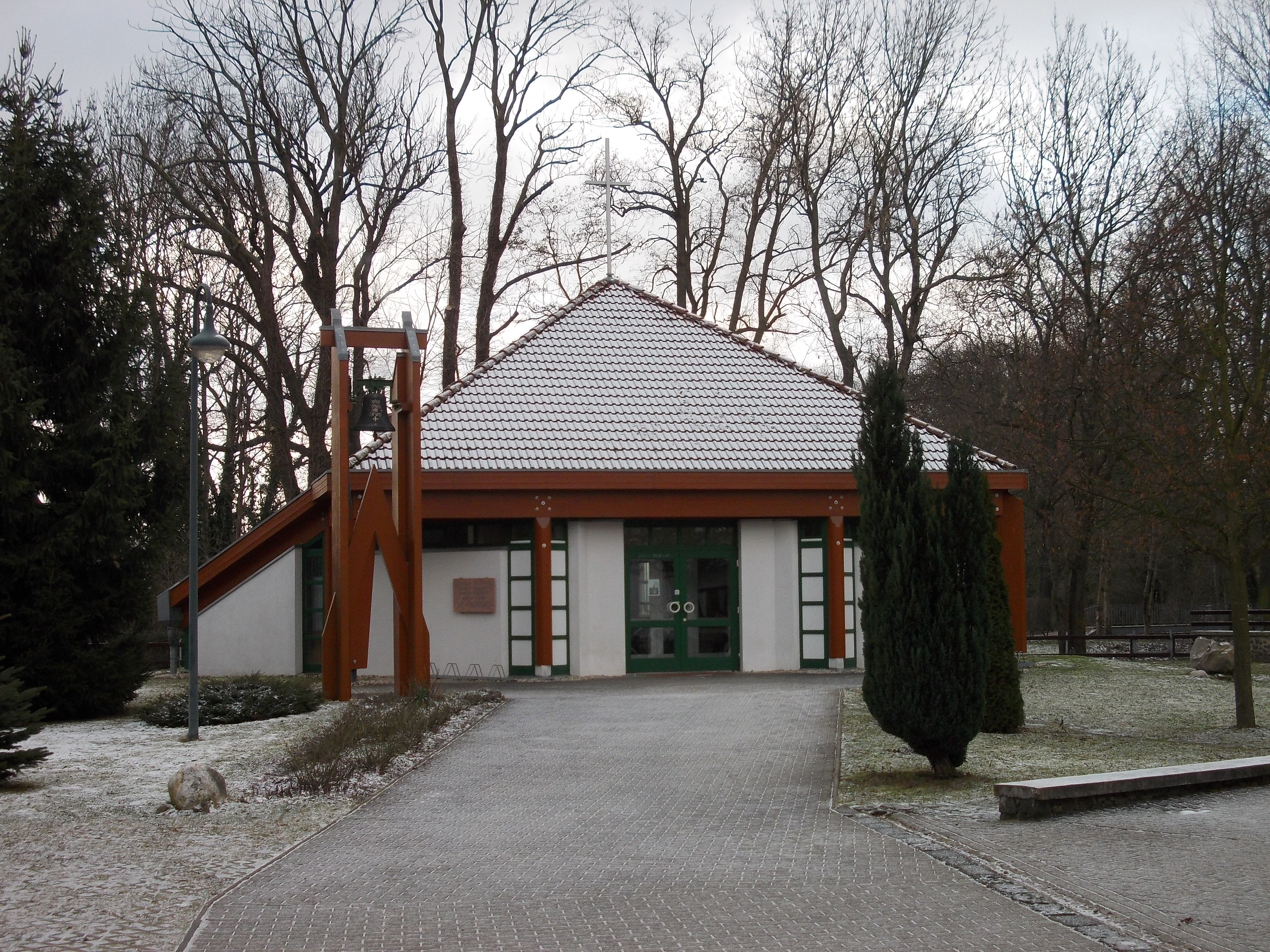
Katholische Kapelle St. Hedwig
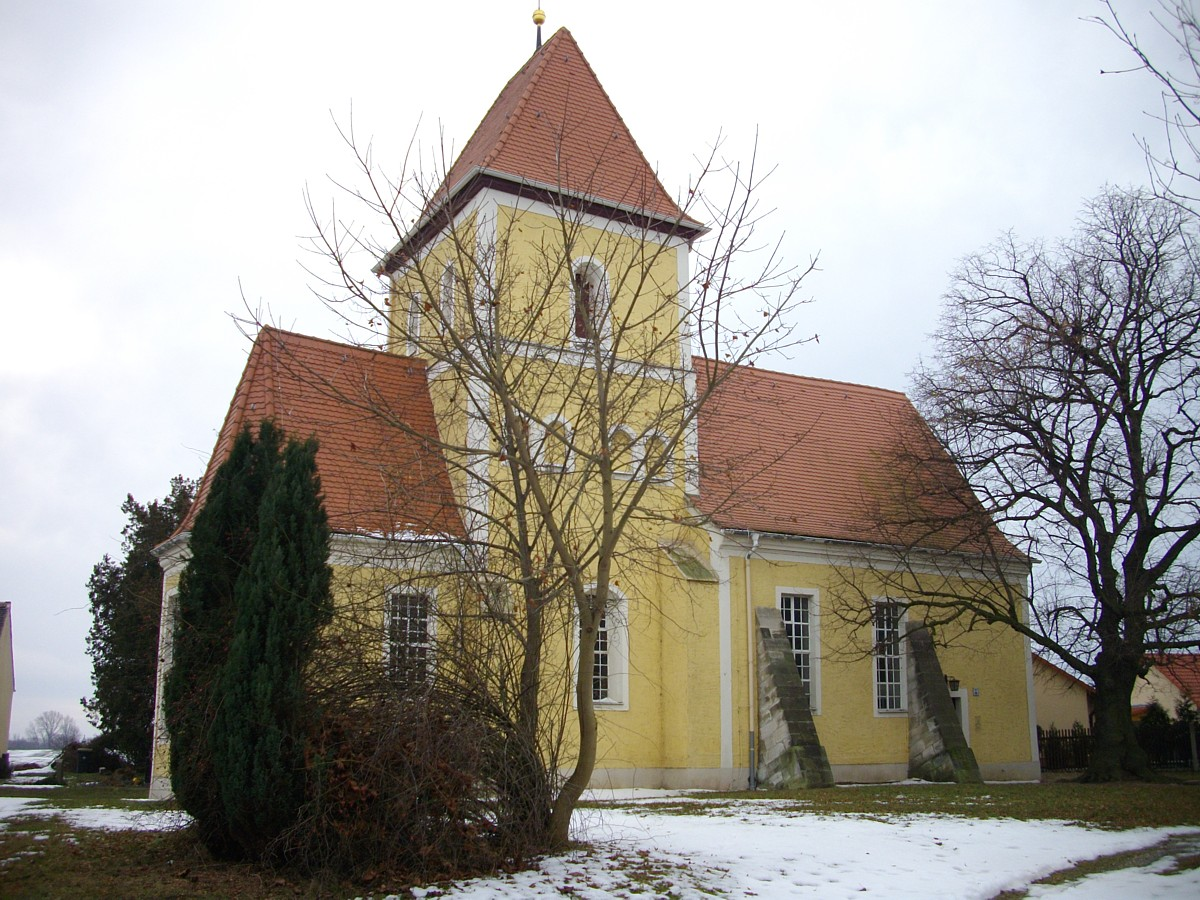
St. Leonard in Großstorkwitz
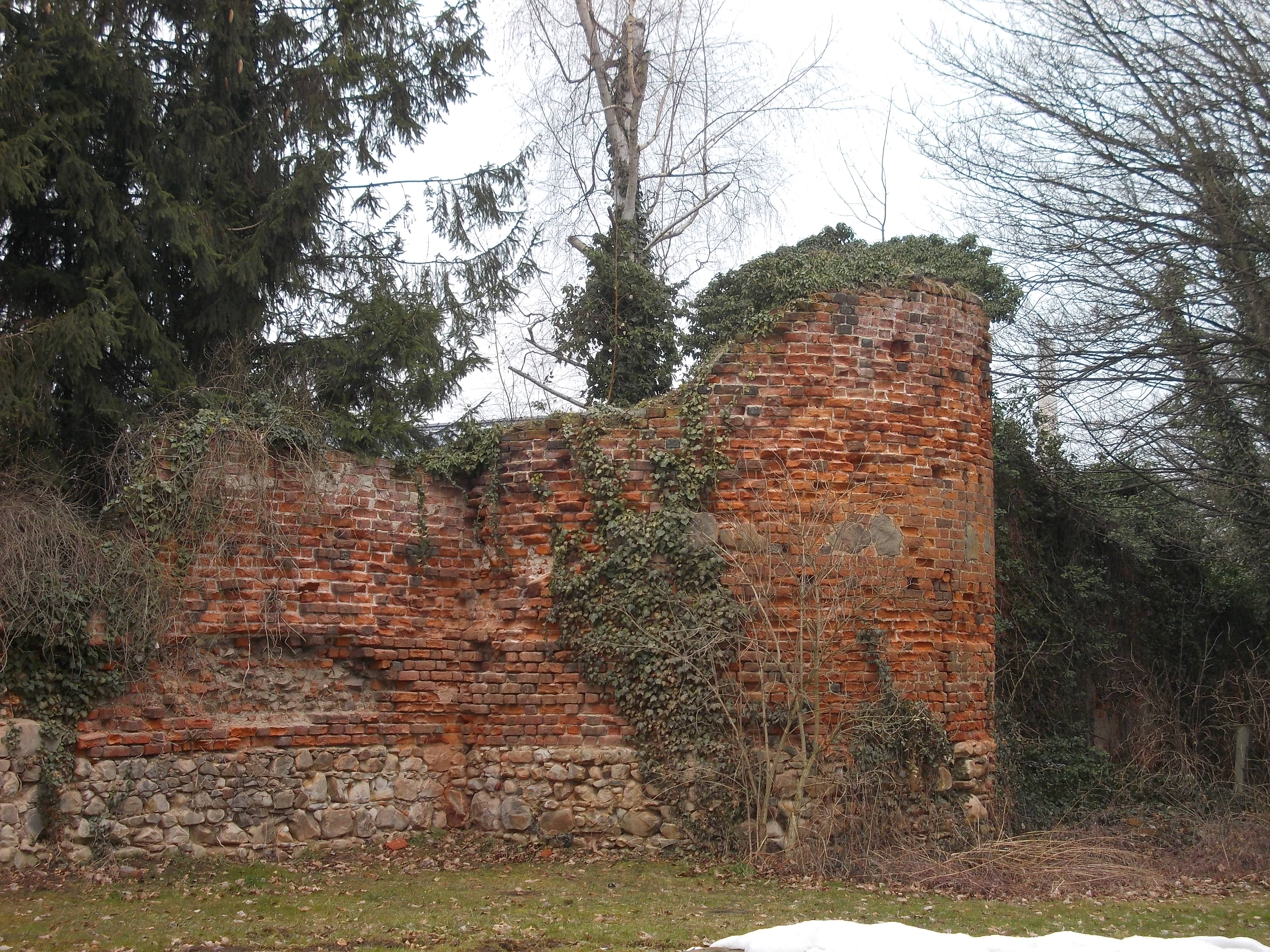
Wehrturm und Stadtmauer
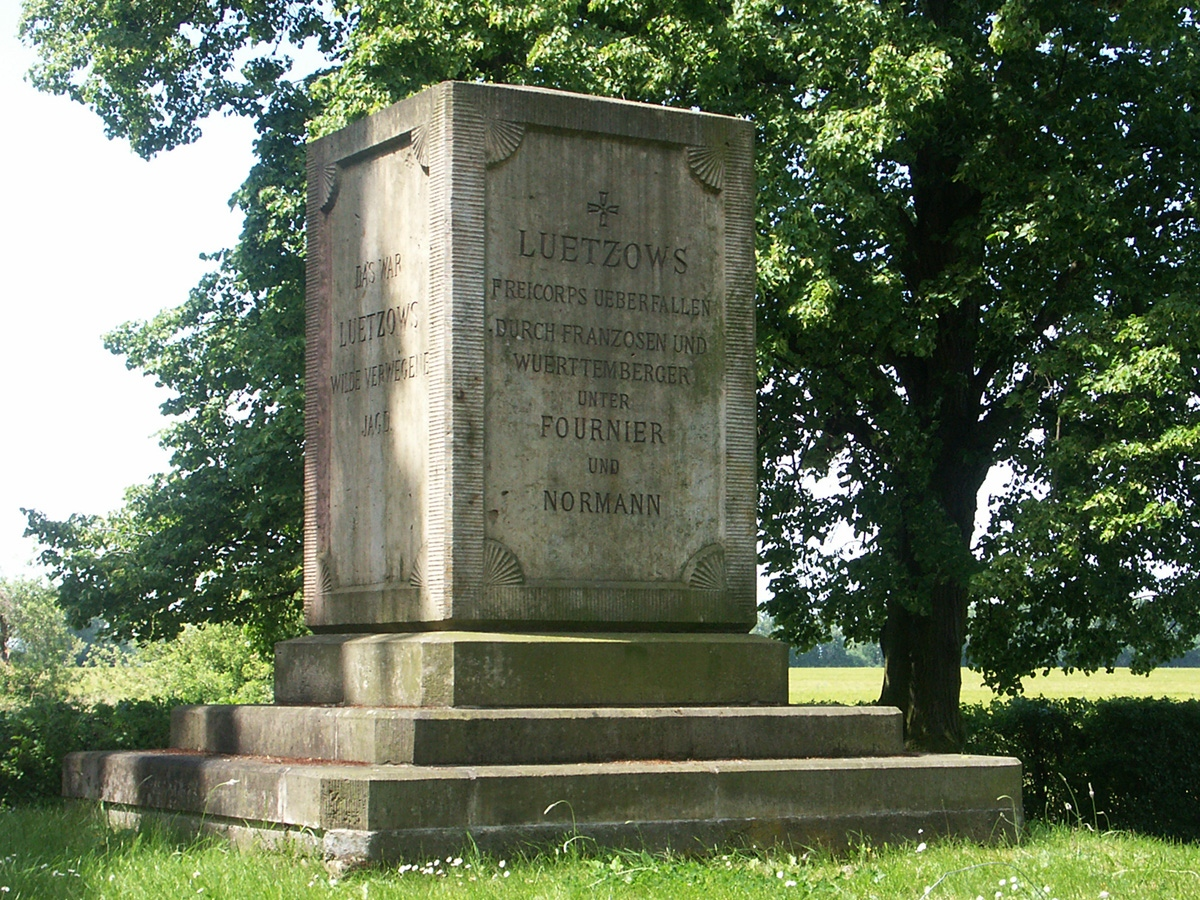
Lützow-Denkmal bei Klein-Schkorlopp

## Wirtschaft und Infrastruktur

### Gewerbegebiet
Im Gewerbegebiet haben sich Firmen folgender Branchen angesiedelt: Stahlbau, Werkzeugbau, Betonfertigteilbau, PVC-Spritzgussproduktion, Fahrzeug- und Karosseriebau, Baustoffhandel, Leuchtenbau, Spezialreinigungshersteller, Waschmittelherstellung, Herstellung von Sanitärinstallationen, Tankstelle und Brennstoffe.

### Verkehr
Pegau liegt an der Bundesstraße B 2 und nahe der Bundesautobahn A 38 (Anschlussstelle Leipzig-Südwest in 13 km Entfernung).
Der Bahnhof Pegau liegt an der Bahnstrecke Leipzig–Probstzella. Er wird von den Regionalbahnlinien RE 12 und RB 22 (Leipzig–Saalfeld/Saale) bedient, die von der Erfurter Bahn GmbH betrieben werden. Die Bahnstrecke Neukieritzsch–Pegau wurde 1999 stillgelegt.
Durch den Elster-Radweg und die Neuseenlandradroute ist Pegau für den Fahrradtourismus und durch die Weiße Elster von Zeitz bis Leipzig auch für den Wassertourismus erschlossen.

### Schulen
- Grundschule „Frédéric Joliot-Curie“
- Oberschule „Frédéric Joliot-Curie“

### Sport
Der TuS Pegau ist ein Pegauer Fußballverein, der im Jahre 1931 deutscher Vizemeister des Arbeiter-Turn- und Sportbundes wurde. Darüber hinaus gibt es den VC 68 Pegau (Volleyballverein) und den SV 2000 Pegau (Kegelverein).

## Persönlichkeiten

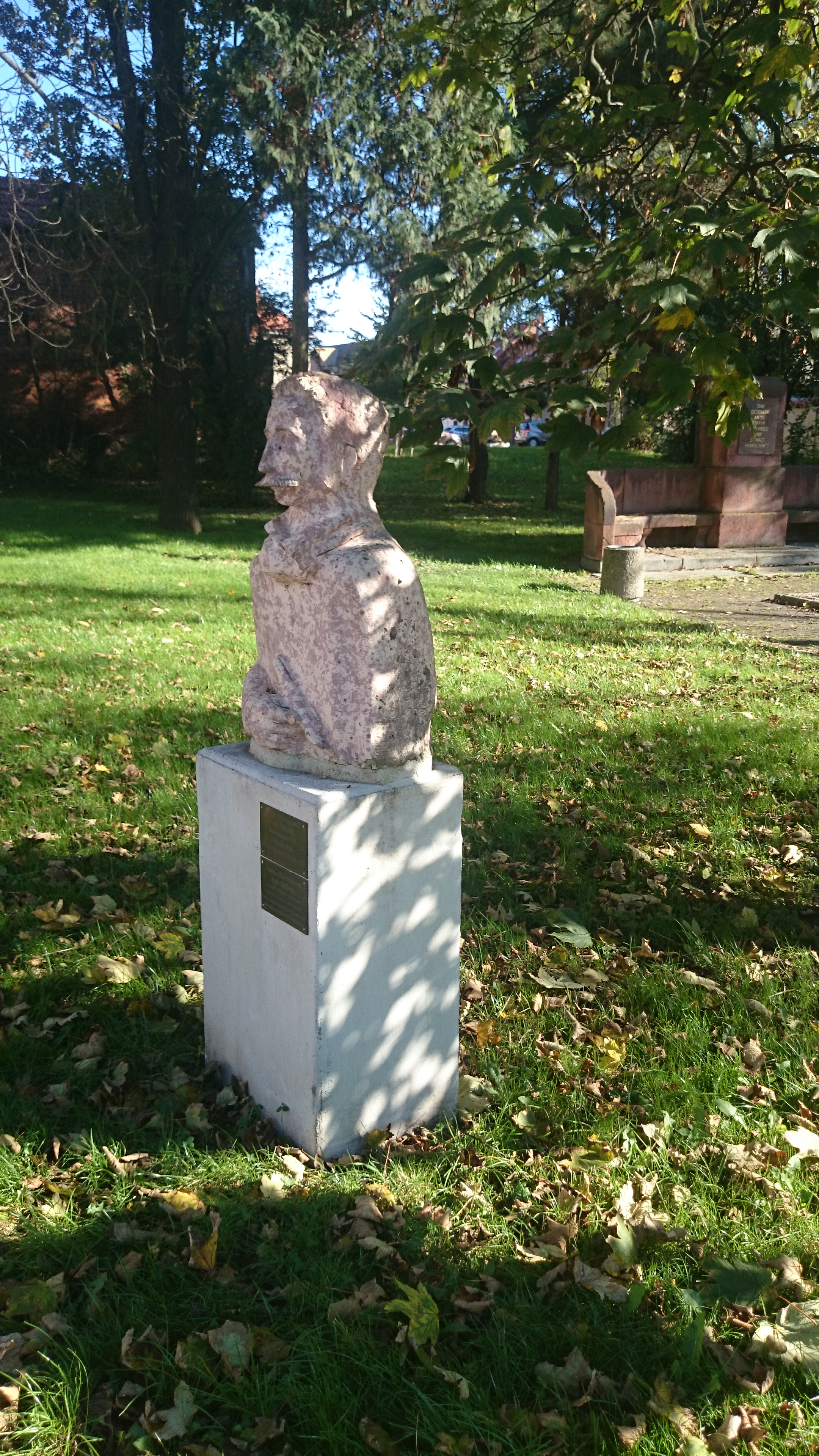
Rayski-Büste in Pegau

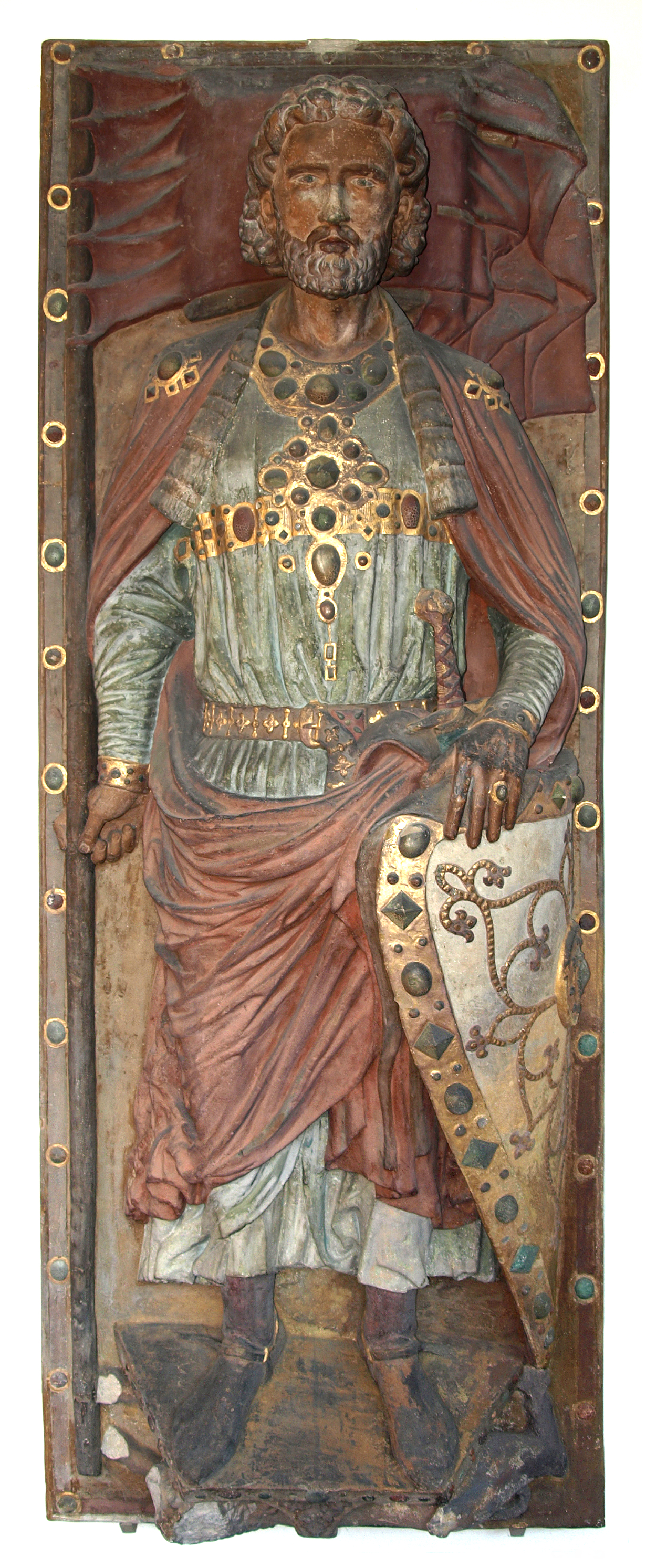
Kenotaph des Grafen Wiprecht von Groitzsch

### Söhne und Töchter der Stadt
- Andreas Sieber, 1518–1594, Politiker, Bürgermeister der Stadt Leipzig
- Andreas Möller, 1598–1660, Lehrer, Arzt und Chronist
- Johann Schilter, 1632–1705, Rechtsgelehrter und deutscher Altertumsforscher
- Christian Johann Lange, 1655–1701, Mediziner
- Salomo Jakob Morgenstern, 1708–1785, Historiker, Geograph und Hofnarr
- Gotthelf Leberecht Glaeser, 1784–1851, Hofmaler
- Carl Gottlob Häcker, 1791–1860, Orgelbauer
- Friedrich Adolph Schilling, 1792–1865, Jurist, Hochschullehrer und -rektor, Abgeordneter
- Karl von Schlippe, 1798–1867, deutsch-russischer Chemiker
- Johann Paul von Falkenstein, 1801–1882, konservativer sächsischer Jurist, Verwaltungsbeamter und Politiker
- Friedrich Adolf Heinichen, 1805–1877, Klassischer Philologe und Gymnasiallehrer
- Louis Ferdinand von Rayski, 1806–1890, Maler
- Albert Doberenz, 1811–1878, Klassischer Philologe und Schulleiter in Hildburghausen
- Carl Robert Schurich, 1813–1875, Gründer der Münchner Neuesten Nachrichten
- Louis Thomas, 1815–1878, Pädagoge und Autor
- Karl Volkmar Stoy, 1815–1885, Pädagoge und Vertreter des Herbartianismus
- Friedrich Bernhard von Hagke, 1822–1874, Landrat und Reichstagsabgeordneter
- Louise Henriette von Mangoldt, 1823–1865, Pädagogin und Schulgründerin
- Rudolph Härting, 1832–1883, lutherischer Pfarrer und Autor
- Clemens Keitel, 1832–1903, Erfinder und Fabrikant von Christbaumschmuck
- Friedrich Eduard Gäbler, 1842–1911, Kupferstecher, Lithograf, Kartograf und Verleger
- August Reinsdorf, 1849–1885, Anarchist
- Ludwig Ernst Huhn, 1856–1933, Oberbürgermeister von Gera
- Carl von Brandenstein, 1875–1946, SPD-Politiker
- Walter Buchheim, 1904–1979, KPD/SED-Politiker
- Hans Patze, 1919–1995, Historiker und Archivar
- Christoph Hohlfeld, 1922–2010, Musiktheoretiker, Komponist, Hochschullehrer
- Karl Weise, 1926–2011, Politiker (CDU) und erster sächsischer Staatsminister für Umwelt

### Persönlichkeiten, die in Pegau gewirkt haben
- Wiprecht von Groitzsch (um 1050–1124), Markgraf der Ostmark, der (Nieder-)Lausitz und der Markgrafschaft Meißen, starb in Pegau
- Paul Widemann († 1568), u. a. Baumeister des Pegauer Rathauses
- Hieronymus Lotter (1497–1580), baute das Leipziger Rathaus, lieferte die Baupläne für das Pegauer Rathaus
- Maximilian Mörlin (1516–1584), evangelischer Theologe und Reformator, ab 1539 Pfarrer
- Johannes Schreyer (1631–1695), Mediziner, nach dem das rechtsmedizinische Verfahren der Lungenschwimmprobe zur Überprüfung von Totgeburten, die Schreyer-Schwimmprobe, benannt ist, die er im Oktober 1681 erstmals in Pegau durchführte
- Salomon Deyling (1677–1755), evangelischer Theologe, ab 1709 Pfarrer und Superintendent in Pegau
- Werner Schlegel (1900–?), außenpolitischer Referent der Reichsschrifttumskammer, war Betriebsleiter in Pegau
- Katharina Landgraf (* 1954), Politikerin, wohnt im Ortsteil Großstorkwitz